# Pintura de género

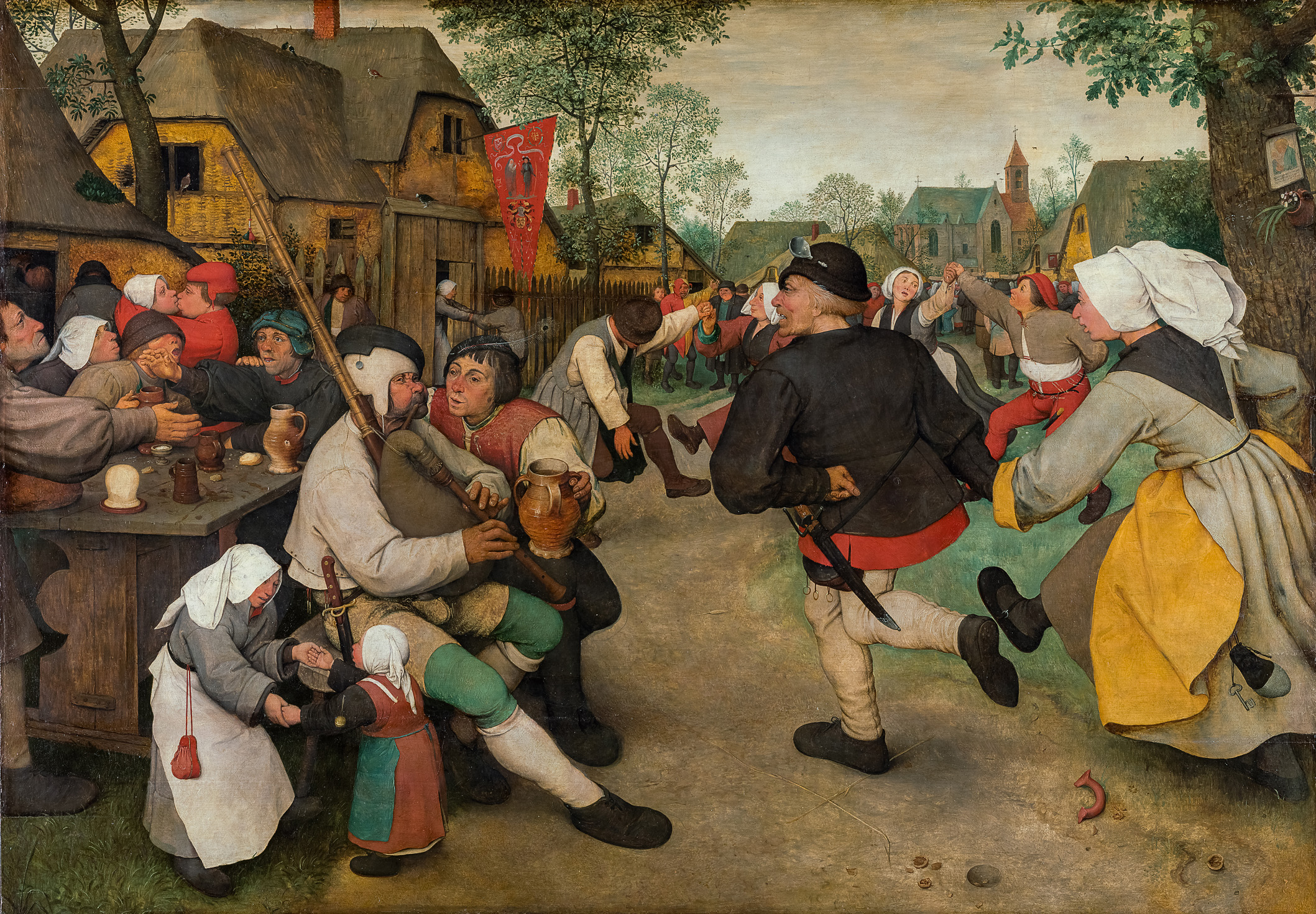
Danza de campesinos, de Pieter Brueghel el Viejo, h. 1568, óleo sobre lienzo, 114 × 164 cm, Kunsthistorisches Museum, Viena.

Pintura de género es un tipo de obra artística, principalmente pictórica, en la que se representan escenas cotidianas en interiores o exteriores. Algunos autores las mencionan como espejo del costumbrismo generado por el Romanticismo y precedente del Realismo surgido en el siglo xix.
El origen del término se encuentra en Diderot, que en sus Essais sur la peinture (1766) calificó de genre la pintura de paisajes, bodegones y escenas de la vida cotidiana. Poco más tarde se extendió y generalizó con Quatremère de Quincy, quien reservó el concepto peinture de genre para las escenas de la vida cotidiana.

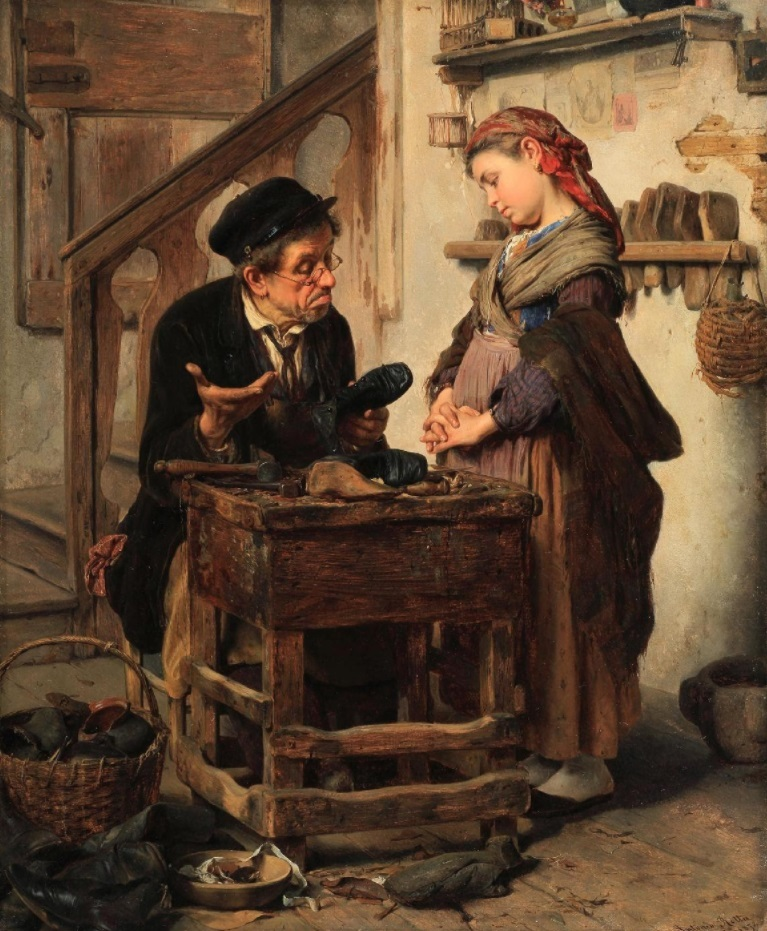
Antonio Rotta, El caso desesperado, 1871. Colección particular.

## Valoración
Tradicionalmente ha estado considerada como un género menor en oposición al gran género que era la pintura de historia. La representación artística de temas cotidianos se consideraba una actividad artística inferior en el Renacimiento y el Barroco, cuando se asumía que el arte tenía un contenido intelectual y creativo que debía volcarse en temas cultos y en ensalzar a personajes de categoría, de las clases altas, o ejemplos nobles del pasado histórico, religioso o mitológico. Por ello la pintura de historia se consideraba el género superior y, en cambio, representar a campesinos y demás población modesta sin un pretexto argumental o moraleja era impropio de los grandes maestros.

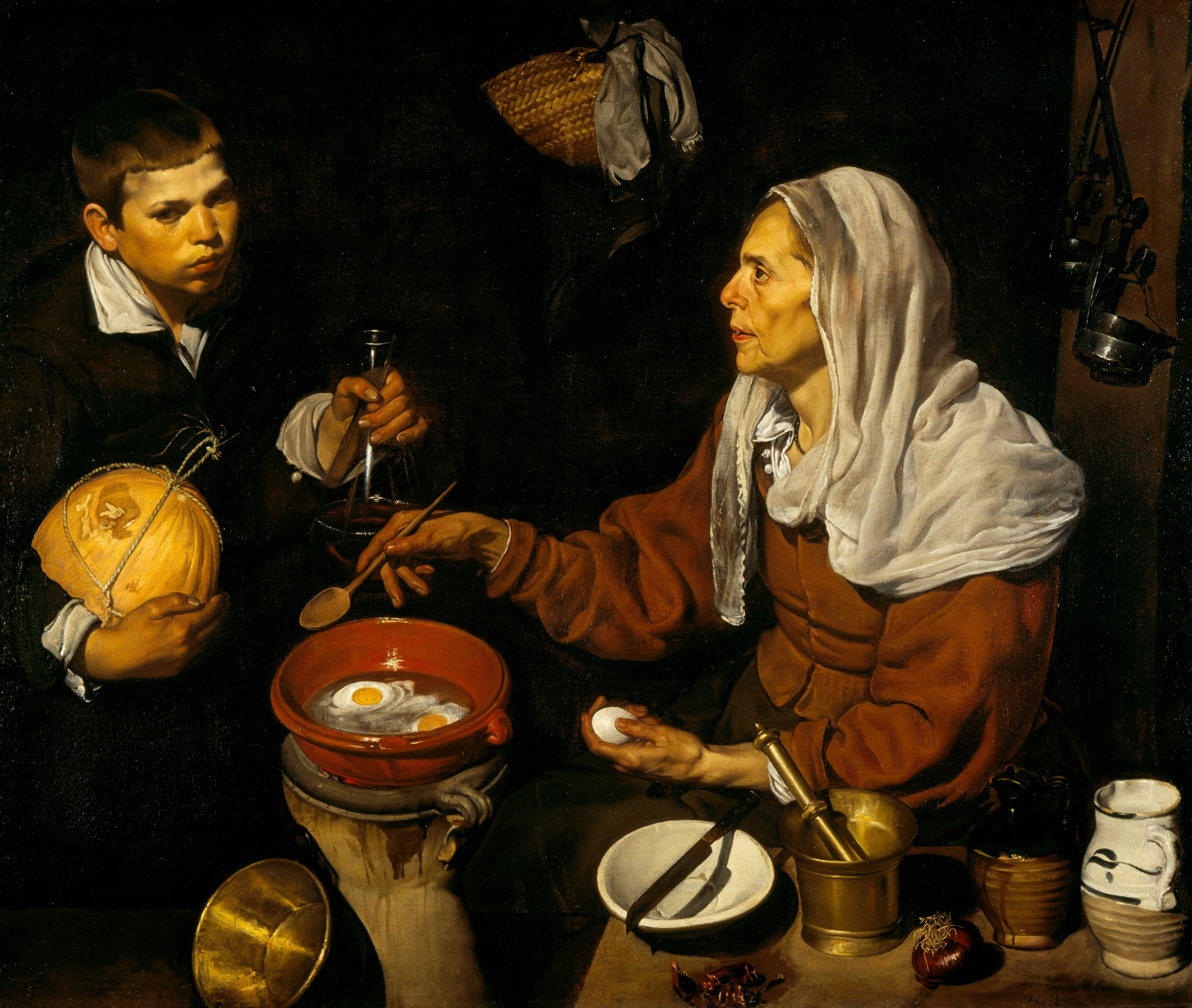
Diego Velázquez: Vieja friendo huevos, h. 1618, óleo sobre lienzo, 105 × 119 cm, Galería Nacional de Escocia, Edimburgo, escena de género del Siglo de Oro español.

Ya en la Grecia clásica se valoraba más la tragedia, esto es, la representación de una acción noble ejecutada por dioses o héroes, que la comedia, que se entendía como las acciones cotidianas de personas vulgares. En este sentido, Aristóteles, en su Poética, acaba dando prevalencia a la ficción poética, pues narra lo que podría suceder, lo que es posible, verosímil o necesario, más que lo realmente sucedido, que sería el campo del historiador. A partir del siglo XVII se empezó a valorar más la representación de aquello que el arte clásico consideraba «comedia»: lo cotidiano, las historias menores de gente vulgar. No por casualidad, las representaciones que hizo Hogarth de sus contemporáneos fueron llamadas por este comic history painting («pintura de historia cómica»).
La finalidad de este tipo de pintura, de cualquier forma, puede suscitar dudas. No se sabe con seguridad si se trata de la simple representación de la realidad con un propósito de mera distracción, a veces cómico, o bien se buscaba una finalidad moralizante a través de los ejemplos cercanos al espectador. Las escenas de género barrocas, aparentemente cotidianas, pueden ocultar con frecuencia temas alegóricos. Así, las escenas de grupos de personas divirtiéndose y músicos borrachos permite la representación iconográfica de los «cinco sentidos». El sentido oculto de estas escenas de la vida cotidiana aleccionarían así a un observador atento. Por tanto, hay dos modos de interpretar estos cuadros: o bien son una iconografía críptica que encubre un aspecto didáctico, o bien son una mera anécdota de género para entretenimiento del público burgués. No cabe duda de que, en el cuadro de género ya del siglo XVIII, sí que estaban presentes la intención satírica o moralizante en obras como las de Hogarth o Greuze.
Aunque en el sur de Europa se realizó pintura de género a partir de Caravaggio, lo cierto es que se cultivó y apreció principalmente en los países nórdicos. Los grandes comitentes (la nobleza, el clero) no estaban interesados en este tipo de obras, normalmente de pequeño formato, que tuvieron, en cambio, una gran fortuna y difusión entre la burguesía, la clase media y los comerciantes, debido a su tema familiar y frecuentemente sentimental. Eran cuadros que no exigían un esfuerzo especial a la hora de valorarlos, pues no había mensajes crípticos que desentrañar a través de símbolos, como ocurría con frecuencia en la pintura de historia. No es por lo tanto casualidad que los primeros grandes pintores de escenas de género surgieran en los Países Bajos, con un fuerte componente mercantil.
La escena de género es un tipo de obra artística, principalmente pictórica, en la que se representa a personas normales en escenas cotidianas, de la calle o de la vida privada, contemporáneas al autor. Lo que distingue a la escena de género es que representa escenas de la vida diaria, como los mercados, interiores, fiestas, tabernas y calles. Tales representaciones pueden ser realistas, imaginarias o embellecidas por el artista. Algunas variaciones del término «trabajo» u «obra de género» especifican el medio o tipo de obra visual como «pintura de género», «láminas de género» o «fotografías de género». En todas estas expresiones se usa el término «género» en una traducción un tanto forzada del inglés «genre». En español se ha utilizado también el término pintura costumbrista o cuadro de costumbres.

## Historia

### Antes del Renacimiento

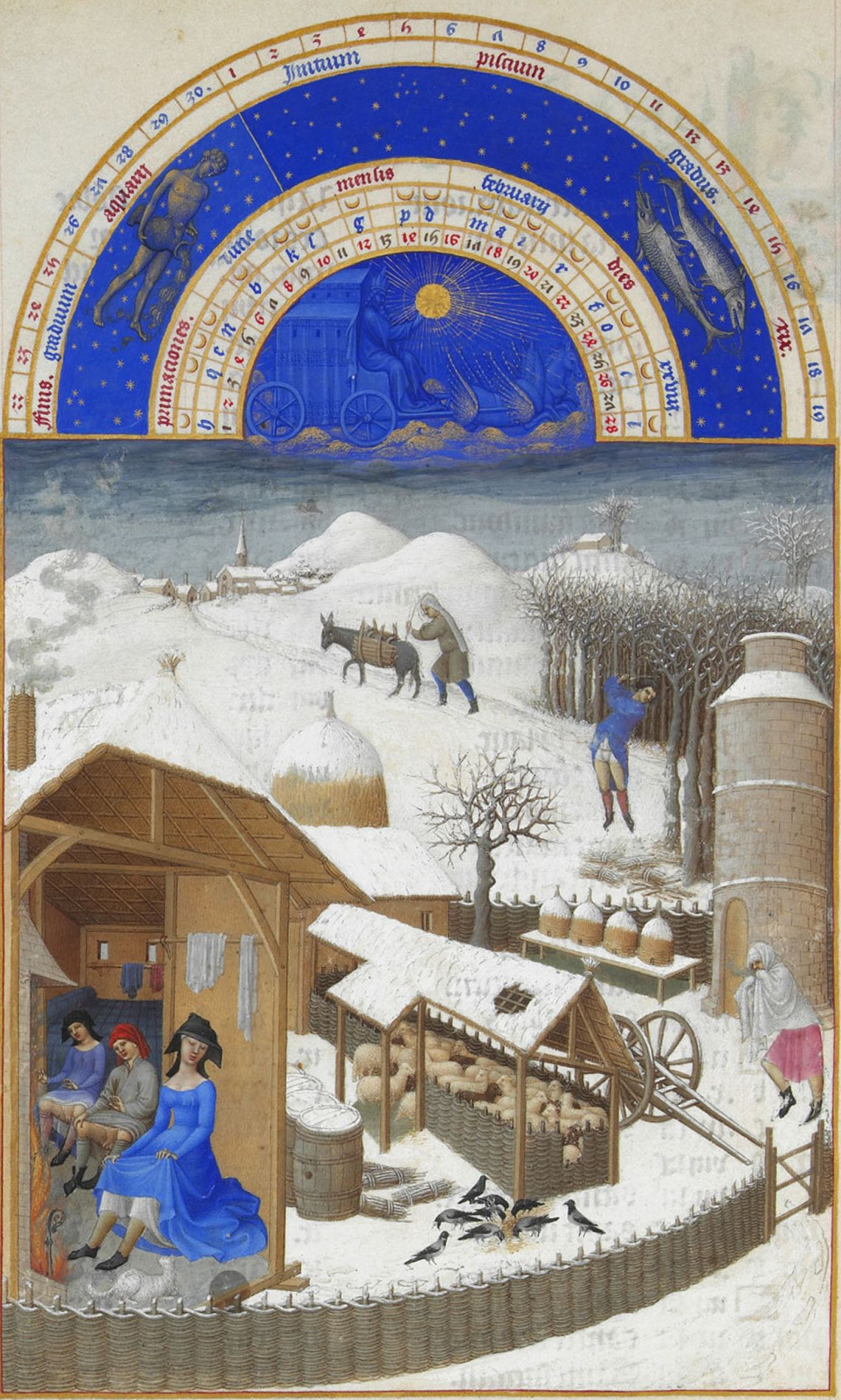
Hermanos Limbourg: Febrero, miniatura del libro Las muy ricas horas del duque de Berry, 1408-1416, 15,4 x 13,6 cm, Museo Condé, Chantilly. Representación de una escena de género campesina dentro de un libro de horas medievales.

Los temas de género aparecen en casi todas las tradiciones artísticas. Las decoraciones murales de las tumbas egipcias a menudo representan banquetes, actividades de ocio y escenas agrarias. Igualmente, en los vasos griegos o etruscos se pueden encontrar a menudo escenas de mercado o de caza que se parecen a las escenas de género, así como en ciertos mosaicos y pinturas romanas.
En la Edad Media, que produjo esencialmente un arte de vocación religiosa, la escena de género quedó recluida a los márgenes y las letras historiadas de los libros de oración como los Libro de horas (véase Las muy ricas horas del Duque de Berry). Aparecen decorados con escenas «campesinas» de la vida cotidiana. No regresó sino tímidamente en ciertos frescos del Trecento como las Alegorías del Buen y del Mal Gobierno de Lorenzetti, pero aun así se relacionan a un tema moral o religioso, una alegoría que no es sino un subgénero dentro de la pintura de historia.
Es con Van Eyck y los primitivos flamencos que la escena de género parece realmente renacer. El matrimonio Arnolfini es, ciertamente, un retrato, pero presenta a los personajes en un interior burgués, separados del mundo religioso, y podría en este sentido considerarse la primera escena de género. Otras composiciones de Van Eyck, hoy perdidas, como una Mujer arreglándose, confirmarían esta interpretación. Es interesante constatar que es en Flandes donde se inicia realmente esta práctica: serán sobre todo las escuelas septentrionales las que desarrollaron este género.

### El Renacimiento
Con el retroceso progresivo de la religión en el arte, en particular en el Norte de Europa tras la reforma protestante, la escena de género comenzó a desarrollarse en el Renacimiento, en particular en Flandes. El cambista y su mujer, de Quentin Massys, es un ejemplo perfecto, aunque deba leerse de manera simbólica. En este primer momento (siglo XV, principios del XVI) de la pintura de género los temas de la realidad en el norte europeo se referían a temas relacionados con el dinero, como los cambistas o los recaudadores de impuestos.

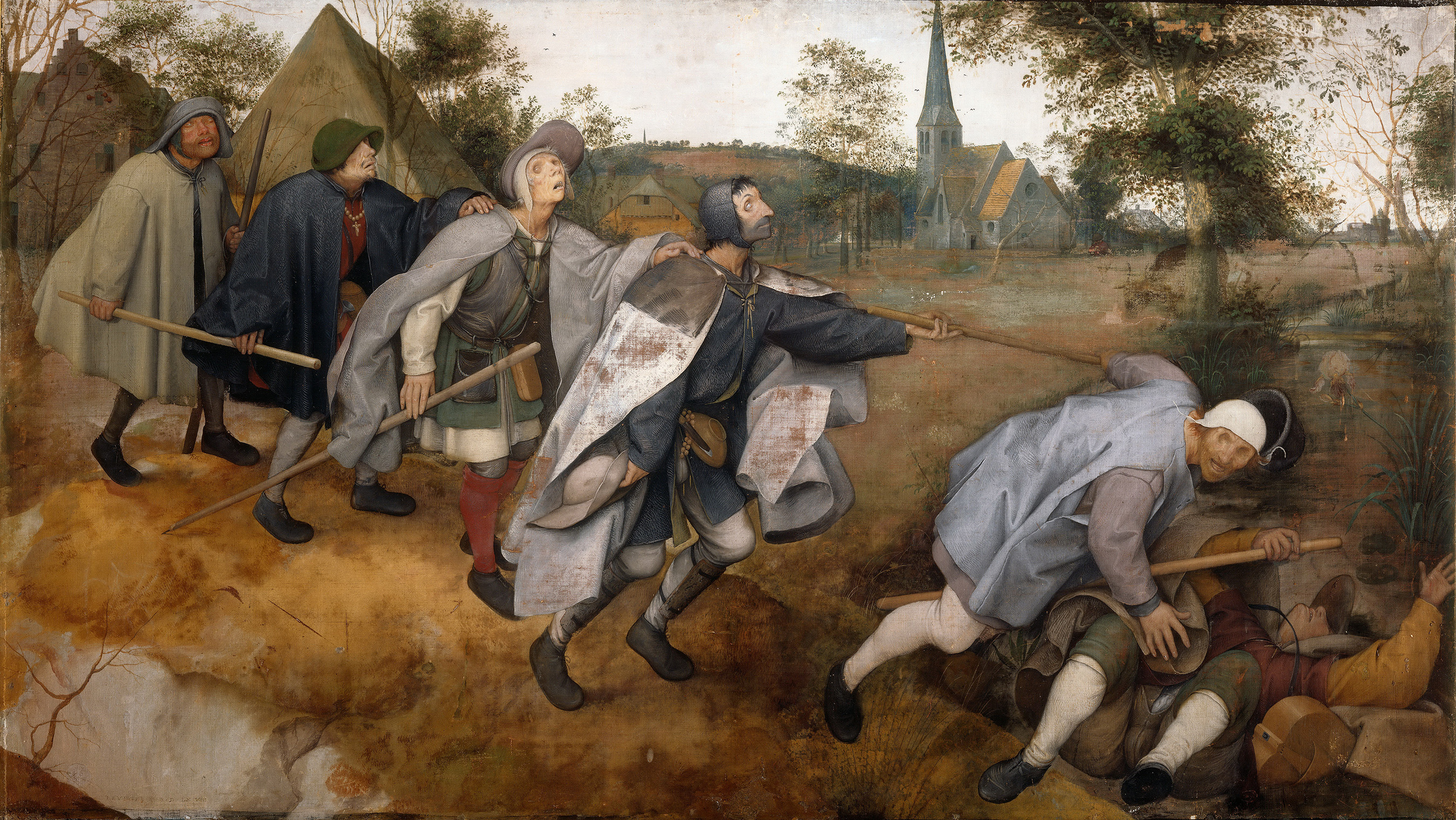
Pieter Brueghel el Viejo: Los ciegos avanzando, 1568, óleo sobre lienzo, 86 × 154 cm, Galería Nacional de Capodimonte, Nápoles. Se trata como una escena de género lo que es una escena moralizante, la llamada Parábola de los ciegos: cuando un ciego guía a otro ciego, solo puede esperarse la desgracia..

El Bosco y Brueghel el Viejo no dudaron en explotar las escenas de género, para ilustrar los proverbios y las historias, hoy a menudo perdidas, que dieron una apariencia laica a la obra religiosa. Brueghel, en particular, hizo de los campesinos y sus actividades el tema de muchas de sus pinturas. Las representaciones de campesinos y de pobres elaboradas por Brueghel son muchas veces irónicas. Es el nudo que enlaza la imaginativa creatividad del Bosco con la pintura de género del siglo XVII.
En la segunda mitad del siglo XVI se observa un cambio en los temas de los Países Bajos, pues se dedican a la taberna y al mercado. En cuanto a lo primero, son frecuentes las escenas de borracheras, ambientadas en una taberna o en un prostíbulo, en cuadros del tipo «las alegres compañías». De la segunda clase cabe citar las escenas que se relacionan con la preparación de la comida, que muchas veces acaban siendo también un bodegón por el detalle con el que se representan los diversos productos alimenticios. En este momento las escenas de género siguen teniendo una excusa narrativa, pues si se observan con detalle obras como las de Jan Sanders van Hemessen, Pieter Aertsen o Joachim Beuckelaer, se aprecia que el pretexto para la escena representada es muchas veces un tema religioso, como la parábola del hijo pródigo, bien de sus francachelas, bien de la preparación del banquete a su regreso. La escena religiosa en sí (Cristo en Emaús, o en casa de Marta y María) se desarrolla en el fondo, prácticamente escondida.

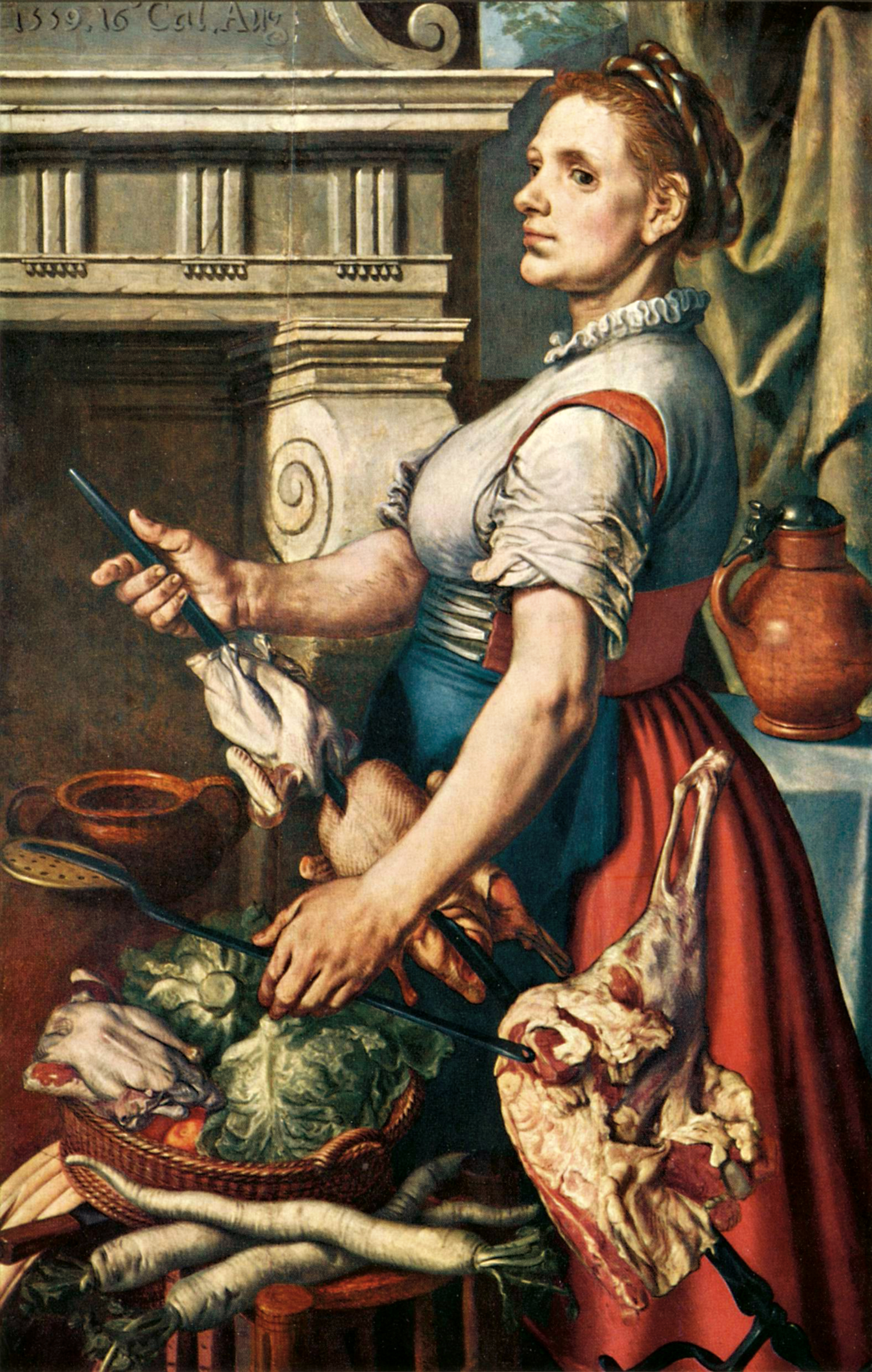
Pieter Aertsen: La cocinera, 1559, tabla, 127 × 82 cm, Museos reales de Bellas Artes de Bélgica.

En Italia como en Francia, el tema fue poco tratado. Sí puede apreciarse que el veneciano Jacopo Bassano y sus hijos tratan muchas veces la escena religiosa como Aertsen o Beuckelaer: enfatizan la representación de los detalles cotidianos, de manera que más parece una escena de género, o un bodegón, que un cuadro verdaderamente religioso. En Francia, el tema de las «mujeres en el baño» propio de la Escuela de Fontainebleau, es de género, pero por lo demás, generalmente se recurría a la pintura mitológica, un subgénero de la pintura de historia, más que a la escena de género propiamente dicha.

### ElsigloXVII

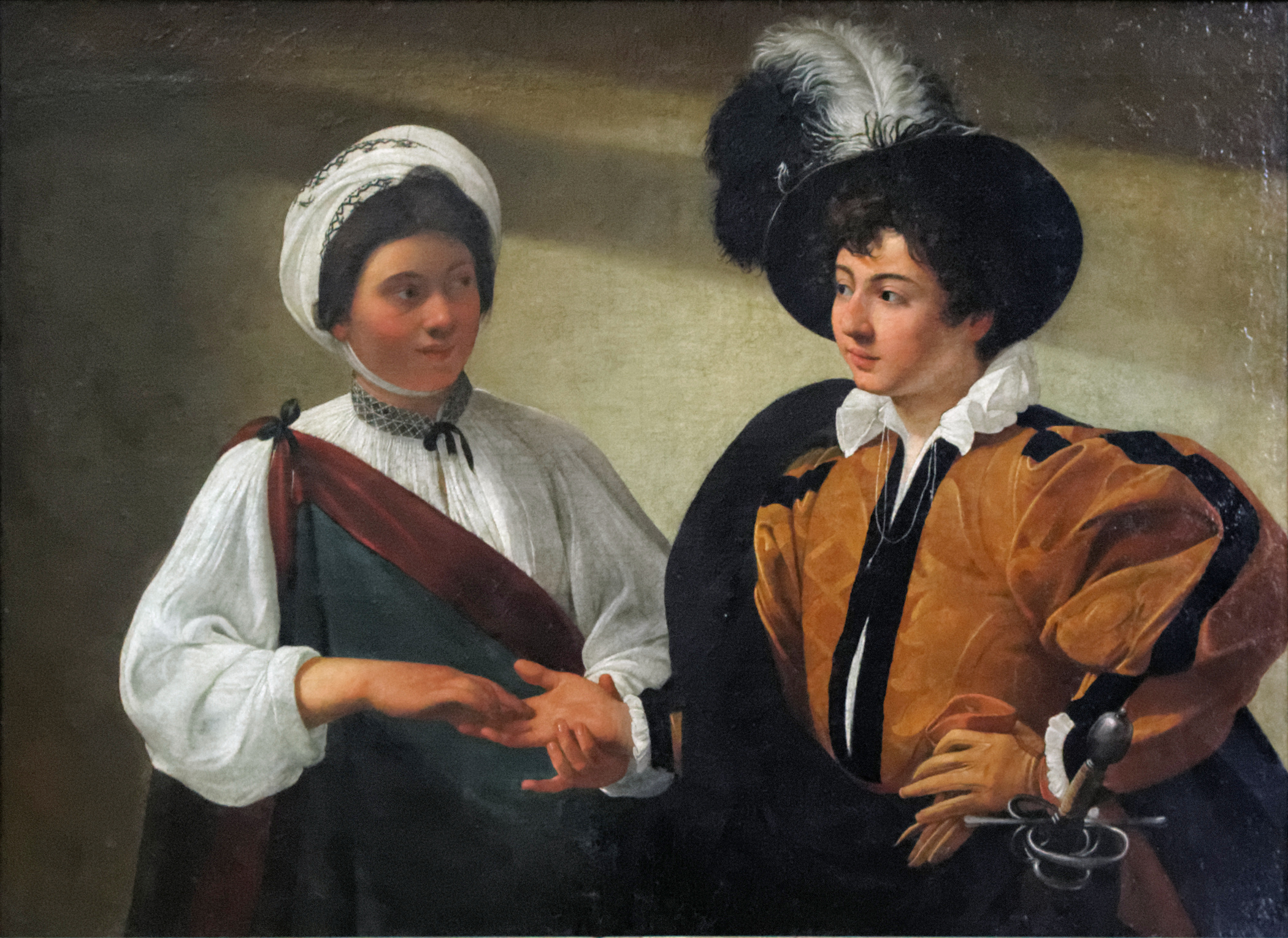
Caravaggio: La buenaventura, h. 1594, óleo sobre lienzo, 99 × 131 cm, Museo del Louvre, París.

La ampliación del campo temático de la pintura a temas como el bodegón, el paisaje o esta pintura de género es un fenómeno típicamente barroco. Las cosas que se estiman dignas de ser reproducidas en pintura ya no son solo las historias nobles, sino también lo cotidiano, incluso lo vulgar. Caravaggio, a principios del siglo XVII, elaboró escenas de género representando a músicos y jugadores, además de escenas de taberna. Destacó sobre todo por sus grandes cuadros religiosos que, en su afán por tomar modelos del natural, muchas veces trató como auténticas escenas de género (véase La vocación de San Mateo). Sus seguidores realizaron este tipo de escenas. Esta «escuela» de pintura de género italiana se vio estimulada por la llegada a Roma del pintor holandés Pieter van Laer en 1625. Le pusieron el mote de Il Bamboccio y sus seguidores por lo tanto fueron llamados bamboccianti (los «bambochantes»), cuyas obras inspirarían, entre otros, a Eberhard Keil, Giacomo Ceruti, Antonio Cifrondi y Giuseppe Maria Crespi. Se trataba de escenas callejeras en las que aparecían tipos populares como mendigos, actores o vagabundos. En este tipo de cuadro de género se representaban particularmente grupos de personas divirtiéndose y músicos borrachos. A través de la escuela de Utrecht influyeron en los tenebristas franceses y los Países Bajos. Georges de La Tour, el más destacado de los pintores franceses de la época, recibió esta influencia y realizó toda una serie de obras referentes a las tabernas, a modo de advertencia contra los jóvenes imprudentes, como El tahúr.
Pero donde floreció principalmente la pintura de género fue en el Norte de Europa, en los Países Bajos. Concurrieron dos influencias. Una, la tradición local representada en el Bosco y Brueghel referente a la representación de la vida cotidiana, aunque fuera dentro del marco de ilustración de temas religiosos; la segunda, la llegada de la influencia del caravagismo a través de la Escuela de Utrecht. El éxito de este género en Holanda, como de otros hasta entonces menores, como el bodegón o el paisaje, se explica, en gran medida, por la reforma protestante. Tenía un componente iconoclasta, de rechazo a la representación de escenas bíblicas, y de la veneración a los santos, por lo que la pintura religiosa prácticamente desapareció del país. Por otro lado, los comitentes tradicionales, como la nobleza o las instituciones eclesiásticas, también se desvanecieron en este país dominado por las clases mercantiles: grandes comerciantes, burgueses acomodados y artesanos. Y querían precisamente obras realistas, que pudieran entender con facilidad, y cuyo tamaño, generalmente pequeño, fuese adecuado para su exposición en un hogar de clase media. Este tipo de cuadros interesaban a la nobleza solo como mera curiosidad.

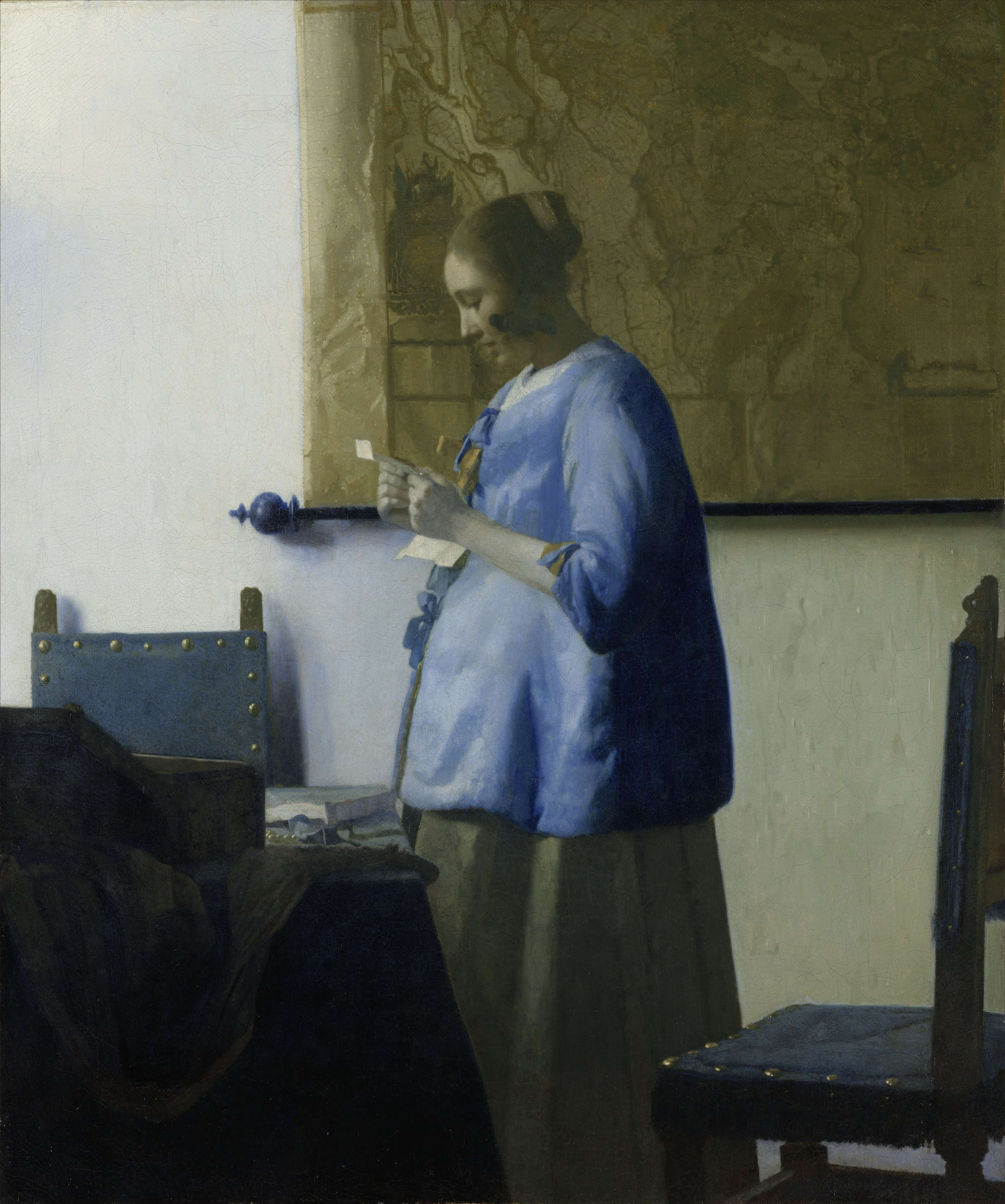
Johannes Vermeer: La muchacha de azul leyendo una carta, después de 1664, óleo sobre lienzo, 46,5 × 39 cm, Rijksmuseum, Ámsterdam.

Cabe observar una cierta evolución en la temática de la escena de género holandesa. Pintores como Adriaen e Isaak van Ostade, Jan Steen, Gerrit Dou o Gabriël Metsu se centraron en escenas de taberna o campesinas al modo de Caravaggio o Georges de La Tour. Y, dentro de ellos, se produjo incluso cierta especialización en los tipos que representaban. Así, Steen reflejó bailes populares, temas teatrales y se especializó en la bufonada del «mundo al revés»; Gerard ter Borch y Metsu se centraron en conversaciones de la alta burguesía, con sus lujosas telas, representando la vida apacible en interiores bellos; Dou dedica su interés a la riqueza y la opulencia, siendo muy imitado en el siglo siguiente; Adriaen van Ostade pintó la vida rústica; y Wouwerman, por su parte, influido por la pintura francesa, se dedicó a escenas de caza y de soldados.
Frente a ellos, hubo otros pintores, en particular y de forma destacada Vermeer de Delft, que se centraron en un género típicamente holandés: la «pintura de género doméstico» o «pintura de interior». Se expresa, en un tono marcadamente poético y con gran sencillez de composición, la vida burguesa. El escenario es realista, los personajes pocos, y concentrados en sus labores diarias como el bordado o la lectura de una carta. Vermeer es uno de los artistas más valorados actualmente en la historia de la pintura por su tratamiento de la luz, su técnica y la belleza de sus colores. Del resto de los artistas holandeses, solo De Hooch se acerca a la calidad de Vermeer en su representación de escenas domésticas.
Aunque la pintura de género floreció sobre todo en Holanda, no puede ignorarse que también hubo quien la cultivó a principios de siglo en Flandes, que seguía siendo español y católico. Adriaen Brouwer realizó escenas de taberna y cuadros de la vida rústica. David Teniers el Joven y su padre pintaron el mismo tipo de escena, pero en un tono más amable y sereno.

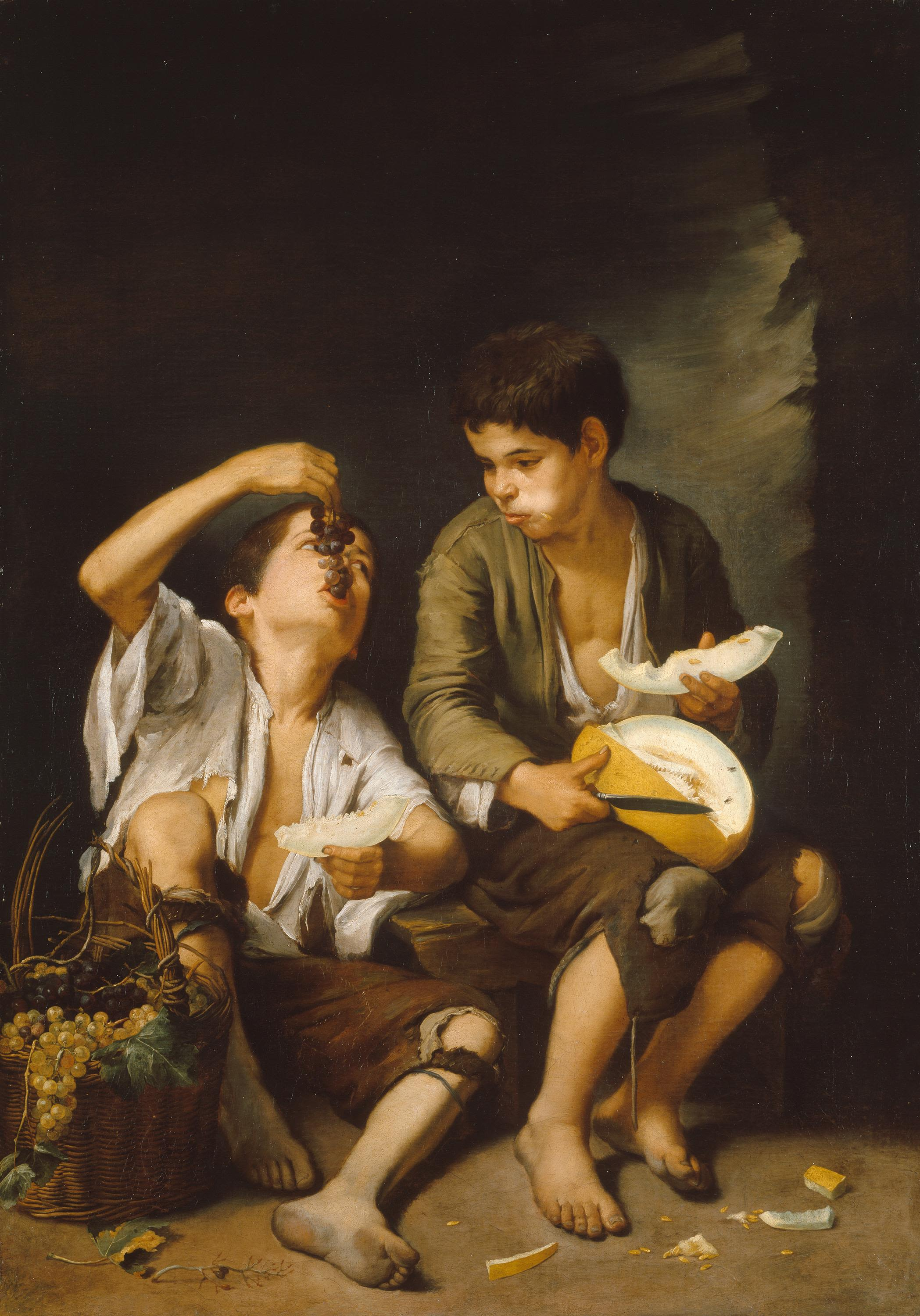
Bartolomé Esteban Murillo: Dos niños comiendo melón y uvas, h. 1645-1655, óleo sobre lienzo, 146 × 104 cm, Alte Pinakothek, Múnich.

En España cabe citar a Velázquez, que en su etapa juvenil hizo pintura de género como El aguador de Sevilla o Vieja friendo huevos. Además, del mismo modo que Caravaggio hizo pintura religiosa al estilo de la escena de género, Velázquez elaboró cuadros mitológicos con el tratamiento de una obra de género, como puede verse en El triunfo de Baco, también llamado Los Borrachos. Pero es Murillo a quien debe atribuirse la más destacada elaboración de obras de género en el Siglo de Oro español. Realizó numerosos cuadros de mendigos y pilluelos, en un tono realista, pero amable, evitando la expresión del dolor o la tristeza. Esto hizo de él el pintor español más apreciado en su tiempo fuera de España, de manera que sus obras fueron adquiridas para colecciones flamencas, neerlandesas e inglesas del siglo XVII.
Los hermanos Le Nain (Antoine, Louis y Mathieu) fueron un importante exponente de la pintura de género en la Francia del siglo XVII. Representaron escenas campesinas llamadas paysanneries, en un estilo próximo a los bambochantes: al aire libre y con luz natural, no al modo tenebrista.

### SigloXVIII
En Italia, el veneciano Pietro Longhi pintó escenas de la vida diaria. En Francia se produjo un interés renovado por la representación de la vida cotidiana, bien a través de las pinturas idealizadas de Watteau y Fragonard, bien mediante el cuidadoso realismo de Chardin. Watteau creó el género de las fêtes galantes («fiestas galantes») en las que se reflejaba la artificiosa vida cotidiana de la nobleza cortesana. A final de siglo, Jean-Baptiste Greuze representó la vida de las clases humildes en un estilo lacrimógeno, muy próximo al sentimentalismo de un Rousseau, en una serie de obras que tenían por público a la burguesía pre-revolucionaria.
En Inglaterra, William Hogarth transmitió crítica social y lecciones morales a través de lienzos que contaban historias de gente común, a menudo en forma de series satíricas que pueden ponerse en estrecha relación con la literatura inglesa de la época, como las novelas de Henry Fielding. William Powell Frith es quizá el más famoso pintor de género inglés y fue admirado por muchos contemporáneos. Otros pintores ingleses de género fueron Augustus Leopold Egg y George Elgar Hicks.
Escocia produjo dos influyentes pintores de género, David Allan (1744-96) y sir David Wilkie (1785-1841). Gustave Courbet (1819-77) basó su pintura L'apres-diner à Ornans (1849) en la obra de Wilkie The Cottar's Saturday Night (1837).
En España la escena de género dieciochesca fue obra, sobre todo, de Luis Paret, que muestra la vida cotidiana del Madrid de la época a través de obras como La tienda de antigüedades, El Baile de máscaras o La Puerta del Sol.

### SigloXIX
El artista español Francisco de Goya usó la pintura de género como un medio para un comentario oscuro sobre la condición humana. De género pueden considerarse sus numerosos cartones para tapices, así como algunos cuadros de pequeño tamaño que reflejaban la vida española, en particular la madrileña, como La Pradera de San Isidro, La Cucaña o La corrida de toros.
En Inglaterra, pintores como William Holman Hunt y Dante Gabriel Rossetti realizaron escenas de género.
En el siglo XIX la expresión pintura de género reemplazó por abreviatura a las expresiones «pintura de género vulgar», «de género bajo» o «de género menor» que designaban a las obras que representaban las escenas de la vida cotidiana o íntima, por oposición a las pinturas de género histórico. Las escenas tomadas de la Biblia podrían tomarse como escenas de género si se ignora el tema.
El primer y auténtico pintor de género en los Estados Unidos fue el emigrante alemán John Lewis Krimmel, quien aprendió de Wilkie y Hogarth, y produjo escenas suavemente humorísticas de la vida en Filadelfia en el período 1812-1821.
Con el declive de la pintura de historia y la religiosa en este siglo los artistas encontraron cada vez más sus temas en la vida que los rodeaba. Realistas como Courbet disgustaron al público al usar temas de la vida cotidiana en pinturas a gran escala, formato tradicionalmente reservado para temas «importantes», borrando de esta forma los límites que sirvieron para establecer a la pintura de género como una categoría «menor». La misma pintura de historia sufrió un cambio desde la exclusiva representación de acontecimientos de gran importancia pública a la representación de escenas de género en tiempos históricos, tanto en los momentos privados de las grandes figuras como en la vida cotidiana de personas comunes.  En el siglo XIX en Italia recuerda, en particular, de los más grandes exponentes de la pintura de género Antonio Rotta y Vincenzo Petrocelli.

### Otros lugares del mundo
Las pinturas ukiyo-e de Japón son ricas en representación de gente en su tiempo de ocio y trabajando, como en las pinturas coreanas, particularmente las creadas en el siglo XVIII.

### SigloXX
Posteriormente, impresionistas y artistas del siglo XX como Vincenzo Petrocelli, Pierre Bonnard, Edward Hopper o David Park pintaron escenas de vida cotidiana. Sin embargo, en el contexto del arte moderno, el término «pintura de género» ha pasado a relacionarse principalmente con pintura de una naturaleza especialmente sentimental o anecdóctica, pintada en una técnica tradicionalmente realista. Las obras del pintor estadounidense Ernie Barnes, y las del ilustrador Norman Rockwell pueden ejemplificar un tipo moderno de pintura de género.

## Fotografía de género

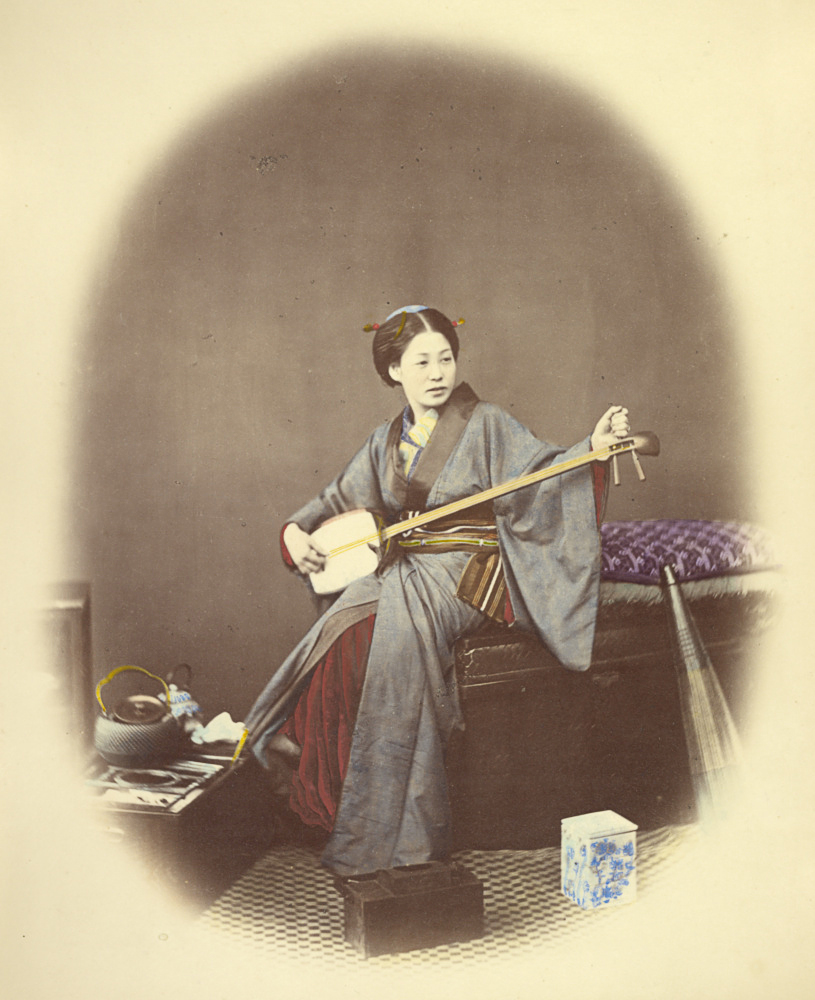
Mujer tocando el shamisen, años 1860, lámina de plata coloreada a mano por Felice Beato.

La pintura de género comenzó en el siglo XVII con obras realizadas por europeos sobre su propia vida cotidiana. Sin embargo, el nacimiento de la fotografía coincidió con una época de máxima expansión del colonialismo occidental, a mediados del siglo XIX, de manera que las fotografías de género, típicamente realizadas en relación con expediciones comerciales, científicas o militares, a menudo representan a la gente de otros pueblos que los europeos encontraban por todo el mundo.
Aunque las distinciones no quedan claras, las obras de género deben distinguirse de los estudios etnográficos, que son representaciones pictóricas que eran el resultado de la observación directa y el estudio descriptivo de la cultura y la forma de vida de sociedades en particular, y que constituyen una clase de productos de disciplinas como la antropología y las ciencias del comportamiento.